# Liste der denkmalgeschützten Objekte in Brandberg (Tirol)
Die Liste der denkmalgeschützten Objekte in Brandberg enthält die 7 denkmalgeschützten, unbeweglichen Objekte der Tiroler Gemeinde Brandberg.

## Denkmäler
| Foto |                 | Denkmal | Standort                                       | Beschreibung | Metadaten |
| ---- | --------------- | --- | ---------------------------------------------- | --- | --- |
| ja   | Datei hochladen | Mesnerhaus HERIS-ID: 55307 Objekt-ID: 63911 TKK: 115569                                                                   | Brandberg 10 Standort KG: Brandberg            | Das Haus wurde in den 1920er Jahren anstelle eines hölzernen Vorgängerbaus neu errichtet. Der zweigeschoßige Bau weist einen dreiseitigen Söller im Obergeschoß, einen Giebelsöller im Dachgeschoß und ein weit vorkragendes Pfettendach auf. Der überwiegende Teil ist als Kantblockbau gezimmert und mit Schindeln verkleidet. Der nordöstliche Eckraum ist im Erdgeschoß gemauert. Pfetten und Söllerkonsolen sind geschwungen und polychrom gefasst. Die Räume im Inneren sind über den Mittelflur und eine ostseitige Treppe erschlossen. | BDA-Hist.: Q38064554 Status: § 2a Stand der BDA-Liste: 2025-06-30 Name: Mesnerhaus GstNr.: .10 |
| ja   | Datei hochladen | Widum HERIS-ID: 97943 Objekt-ID: 113812 TKK: 16289                                                                        | Brandberg 11 Standort KG: Brandberg            | Das zweigeschoßige Widum mit schindelgedecktem Walmdach wurde Ende des 17. Jahrhunderts erbaut. Der Mauerbau ist nordseitig über einen Mittelflur erschlossen. Die Fassaden sind durch gemalte Faschen an Gebäudekanten und Maueröffnungen gegliedert. An der oberen Mauerkante bildet eine umlaufende Hohlkehle den Übergang zum Dachansatz. | BDA-Hist.: Q37770907 Status: § 2a Stand der BDA-Liste: 2025-06-30 Name: Widum GstNr.: .5 Widum Brandberg |
| ja   | Datei hochladen | Kath. Pfarrkirche Hl. Kreuz und Kriegerdenkmal sowie Alter und Neuer Friedhof HERIS-ID: 55310 Objekt-ID: 63914 TKK: 16296 | bei Brandberg 11 Standort KG: Brandberg        | Die Kirche wurde 1787 nach Plänen von Andre Hueber als klassizistischer Saalbau mit Ostturm erbaut. Das Innere mit dreijochigem Langhaus ist schlicht gestaltet, mit einer Flachdecke über breiter Hohlkehle und durchgehendem Gesims. Der Chor ist durch einen Triumphbogen ausgeschieden, an der Decke ein Gemälde mit Darstellung des Weltgerichts von Joef Haun von 1932. Der Friedhof wurde 1786 zugleich mit dem Bau der Kirche angelegt und 1980 gegen Süden erweitert. Er ist von einer mit Lärchenbrettern abgedeckten Mauer aus Beton umgeben, der Zugang erfolgt über ein schmiedeeisernes Eingangstor mit Stabgitter und Kreuzsymbolen zwischen Naturstein-Pfeilern. Die Aufbahrungshalle am westlichen Rand wurde 1980 nach Plänen von Peter Schuh errichtet. An der Nordfassade der Kirche steht das um 1950 errichtete alte Kriegerdenkmal mit einem Mosaik des hl. Georg von 1916. Das neue Kriegerdenkmal an der Ostfassade der Friedhofskapelle zeigt vier bronzene Relieffiguren mit Darstellung einer Beweinung, es wurde 1980 von Hans Rieser geschaffen. | BDA-Hist.: Q20754091 Status: § 2a Stand der BDA-Liste: 2025-06-30 Name: Kath. Pfarrkirche Hl. Kreuz und Kriegerdenkmal sowie Alter und Neuer Friedhof GstNr.: .1, 351, 352 Pfarrkirche hl. Kreuz (Brandberg) |
| ja   | Datei hochladen | Mitterstall, Pfarrstadl HERIS-ID: 97941 Objekt-ID: 113809 TKK: 34719                                                      | gegenüber Brandberg 13a Standort KG: Brandberg | Der auf das 18., jedenfalls aber 19. Jahrhundert zurückgehende Pfarrstadel (Widumsstadel) ist ein Blockbau auf einem Bruchsteinfundament mit Legschindeldach und südseitig vorgelagertem Söller. Der für den Zusammenhalt des Ortskernes wichtige Bau wurde 2010 museal instand gesetzt und wird seit 2011 als Ausstellungsraum genutzt. | BDA-Hist.: Q37770896 Status: § 2a Stand der BDA-Liste: 2025-06-30 Name: Mitterstall, Pfarrstadl GstNr.: .4 Pfarrstadl Mitterstall                                                                            |
| ja   | Datei hochladen | Bauernhaus Hanser HERIS-ID: 46310 Objekt-ID: 48137 TKK: 16291                                                             | Emberg 19 Standort KG: Brandberg               | Das zweigeschoßige spätgotische Wohngebäude wurde 1547 (dendrodatiert) erbaut. Im 16./17. Jahrhundert wurde die westliche Schauseite durch eine Bruchsteinmauer vorgeblendet. 1718 wurde es barock nach Osten erweitert und im 19. Jahrhundert mit einem Anbau versehen. 1906 wurde der Dachstuhl erneuert. Der Bau ist über einem talseitig unterkellerten Bruchsteinfundament in Kantblockbauweise gezimmert und giebelseitig von Westen über einen Mittelflur erschlossen. In beiden Geschoßen sind umlaufende Söller mit geschlossener Bretterbrüstung vorgelagert. Im Blockgefüge hat sich die ursprüngliche Befensterung von 1547 mit kleinen, aus der Blockwand ausgenommenen Schuberluken erhalten. Im Inneren hat sich die von einem Vorgängerbau stammende Stube von 1495 mit originaler Riemlingdecke erhalten. | BDA-Hist.: Q38020533 Status: Bescheid Stand der BDA-Liste: 2025-06-30 Name: Bauernhaus Hanser GstNr.: 507/1                                                                                                  |
| ja   | Datei hochladen | Schrofenmühle am Mühlbach HERIS-ID: 10832 Objekt-ID: 6897 TKK: 16292                                                      | bei Formstein 44c Standort KG: Brandberg       | Die „Mittlere Mühle“ ist die letzte erhaltene von mehreren Wasserkraftanlagen am Mühlbach. Sie wurde urkundlich erstmals 1654 erwähnt, der Mühlstein ist inschriftlich mit 1854 datiert. Bis etwa 1950 war sie als genossenschaftlich geführte Hausmühle zum Schroten von Gerste in Gebrauch. Nach Stilllegung und Umnutzung als Kiosk wurde sie nach einer Sanierung 2002/2003 als Schaumühle wieder in Betrieb genommen. Das eingeschoßige Gebäude der eingängigen Getreidemühle ist über einem Mauerfundament in Kantblockbauweise mit flachem, schindelgedecktem Satteldach aufgeführt und von der westlichen Giebelseite erschlossen. Die Zuleitung des Betriebswassers auf das oberschlächtige Zellenschaufelrad erfolgt über ein auf Böcken gelagertes Holzgerinne an der Ostseite. | BDA-Hist.: Q38082706 Status: Bescheid Stand der BDA-Liste: 2025-06-30 Name: Schrofenmühle am Mühlbach GstNr.: .26 Schrofenmühle                                                                              |
| ja   | Datei hochladen | Ortskapelle Maria Schnee und Widum HERIS-ID: 97946 Objekt-ID: 113815 TKK: 15147                                           | Zillergrund 54 Standort KG: Brandberg          | Die rechteckige Kapelle mit Dachreiter wurde 1908/09 an Stelle eines Vorgängerbaus aus dem 19. Jahrhundert errichtet und direkt an das Widum angebaut. | BDA-Hist.: Q37770917 Status: § 2a Stand der BDA-Liste: 2025-06-30 Name: Ortskapelle Maria Schnee und Widum GstNr.: .321                                                                                      |